# José Román Manzanete
José Román Manzanete, médico español nacido en Algeciras (Cádiz) en 1902 y fallecido en  1983. Premiado por la Rockefeller Foundation, trabajó en diversos centros de investigación extranjeros y ocupó importantes cargos en la sanidad española. En 1944 presentó en la Academia de Medicina su descubrimiento, titulado "El hemocultivo Manzanete". Considerado como uno de los más destacados investigadores de la medicina, ha publicado cerca de 200 trabajos sobre las investigaciones y tratamientos de diferentes enfermedades.